# Max Scheler
Max Scheler (22. srpna 1874, Mnichov – 19. května 1928, Frankfurt nad Mohanem) byl německý filosof, sociolog a filosofický antropolog. Vyšel z novokantovství, později se zabýval fenomenologií a filosofickou antropologií. Koncepce Maxe Schelera se zformovala pod silným vlivem augustiniánské filosofie. Kromě Edmunda Husserla jej ovlivnili hlavně Immanuel Kant, Henri Bergson a Friedrich Nietzsche.

## Život
Scheler se narodil v zámožné rodině, jeho matka byla zbožná židovka. Studoval medicínu, psychologii, filosofii a sociologii v Mnichově, v Berlíně, kde mezi jeho učiteli byl i Wilhelm Dilthey a Georg Simmel, a v Jeně, kde se seznámil s novokantovstvím a jeho etikou. Tam roku 1897 promoval u R. Euckena a roku 1899 se habilitoval; téhož roku konvertoval ke katolictví. V Jeně pak přednášel až do roku 1905 a seznámil se s Husserlovými „Logickými zkoumáními“. Pro rodinný skandál odešel 1906 do Mnichova, kde se spřátelil s Th. Lippsem, Dietrichem von Hildebrandem a dalšími fenomenology.
Roku 1909 po dalším rodinném skandálu odešel do Göttingenu a do Berlína, kde začal psát svoji nejznámější knihu „Formalismus v etice a materiální etika hodnot“ (1913). Po rozvodu se svou první ženou Amélií von Dewitzovou se roku 1912 znovu oženil s M. Furtwänglerovou, sestrou dirigenta W. Furtwänglera. Jako mnoho německých akademiků – včetně Husserla – vnímal válku zpočátku jako vlastenecký úkol, tento názor však postupně opustil, začal rozvíjet křesťanský personalismus a kritizovat moderní společnost pro nedostatek solidarity. Na pozvání kolínského primátora Konrada Adenauera obnovil katedru sociologie na tamní univerzitě. Jeho práce „O věčném v člověku“ (1921) měla velký význam pro katolické hnutí obnovy v Německu, Scheler sám se však s katolicismem rozešel a přikláněl se k dědictví Spinozovu a Nietzscheovu.
V dalších letech se věnoval i aktuálním politickým otázkám, zachování míru, sociální spravedlnosti a obraně demokracie a hledal mosty mezi protiklady, které podle jeho názoru nakonec povedou k nové katastrofě. Roku 1928 vydal vlivnou knížku „Místo člověka v kosmu“ a brzy nato zemřel. Zanechal po sobě rozsáhlou rukopisnou pozůstalost, která vyšla až v rámci jeho sebraných spisů v letech 1954-1998 v 16 svazcích.

## Hlavní díla
Formalismus v etice a materiální etika hodnot (1913) je pokus o překonání „formální“ etiky, založené pouze na postulátu rovnosti a svobody. Oproti Kantově etice povinnosti staví etiku hodnot, jež člověk bezprostředně vnímá a pociťuje jako „materiální apriori“. Scheler zde rozlišuje čtyři roviny hodnocení a hodnot:
1. smyslové hodnocení příjemného – nepříjemného;
2. vitální hodnocení ušlechtilého – sprostého;
3. duchovní hodnocení: právem – neprávem, krásné – ošklivé, pravdivé – nepravdivé;
4. hodnoty posvátné – profánní.

Formy vědění a vzdělávání (1925) rozvíjejí Schelerovu antropologii. Ve srovnání s jinými živočichy se člověk může jevit jako omyl přírody: živočišný instinkt dosahuje udržení rodu jednodušeji a účinněji. Scheler oceňuje výsledky psychologie živočichů, protože teprve na nich se ukáže zvláštní postavení člověka. Člověka totiž charakterizuje teprve schopnost vnímat zvláštní zákonitost hodnot, kterou získává vzděláváním.
1. Lidský duch není veden pudy, nýbrž věcnými hodnotami své kultury, které poznává.
2. Člověk je schopen nezištné lásky ke světu a k druhým.
3. Člověk je s to rozlišovat podstaty věcí, překračovat poznání jednotlivého a získávat náhled obecného.

Na rozdíl od živočichů člověk dokáže přesahovat každé určité životní prostředí, vytváří si vzděláním „vědomí světa“ a jako mikrokosmos obráží v sobě celý Vesmír. Vzdělávání tedy není vzděláváním k něčemu, nýbrž je cílem samo o sobě, je „smyslem Země a dokonce Vesmíru“ a má tedy svůj kosmologický význam. Scheler rozlišuje tři „formy vědění“:
1. účinné, ovládající vědění vědy, jímž dosahuje praktických cílů;
2. vzdělávající (formující) vědění filosofie, jímž si utváří svou osobnost;
3. spásné vědění náboženství jako láskyplnou účast na procesu bytí samého.

Tomu odpovídají i hodnoty 1. životní, 2. duchovní a 3. hodnoty svatosti; všechny jsou pro člověka nezbytné, pokud se však omezí na životní hodnoty, přestává být člověkem. Člověk má ovšem své poslání: nemá být jen „uměleckým dílem“ a i duchovní hodnoty vzdělání či kultury mají sloužit jeho spáse.
Místo člověka v kosmu (1928) opět zdůrazňuje zásadní přesah lidských možností – a lidského poslání – vůči živočišné říši. Všechny praktické schopnosti člověka, a to i geniálního vynálezce typu Edisona, nepřesahují zásadně možnosti antropoidů. Teprve tím, jak člověk – vedle zachování života – nahlíží a sleduje své kosmické poslání lásky a spolutvoření, stává se plně člověkem.

### Překlady do češtiny
- M. Scheler, Místo člověka v kosmu. Praha: Academia 1968
- M. Scheler, Řád lásky. Praha: Vyšehrad 1971
- M. Scheler, O studu. Praha: Mladá fronta 1993
- M. Scheler, Můj filosofický pohled na svět. Praha: Vyšehrad 2003

## Význam
Scheler výrazně rozvinul Husserlovo heslo „k věcem samým“ a rozšířil obzor fenomenologie v několikerém ohledu:
- kritikou akademismu filosofických škol a filosofie jako pouhých dějin myšlení;
- obratem od pouhé introspekce, zkoumání pochodů vlastního vědomí a poznávání, k lidské zkušenosti světa v celé její šíři;
- zájmem o výsledky empirických věd a jejich využitím v myšlení;
- snahou myslet náročně a přitom své myšlenky vyjadřovat srozumitelně i pro široké publikum;
- snahou zprostředkovávat a vyrovnávat mezi různými směry a postoji;
- snahou postihnout význam lidské kultury a vzdělávání;
- zájmem o otázky po smyslu lidského života a po poslání člověka v rámci celého Vesmíru.[2]

Svým dílem Scheler založil filosofickou antropologii a výrazně ovlivnil řadu dalších myslitelů, mezi něž patří Martin Heidegger, Helmuth Plessner, Jean-Paul Sartre, z českých filosofů zejména Emanuel Rádl a Jan Patočka.

### Sekundární literatura
- GRIGORJAN, Boris, 1977. Filosofická antropologie. In: MITROCHIN, L. N.; OJZERMAN, T. I.; ŠERŠENKO, L. N. Buržoazní filozofie 20. století. 1. vyd. Praha: Svoboda. Knihu připravil odbor Filozofického ústavu Akademie věd SSSR pro kritiku moderní buržoazní filozofie západních zemí. S. 177–197.
- J. Patočka, Max Scheler. In: M. Scheler, Místo člověka v kosmu, str. 5-41.
- TÓTH, Štefan. Max Scheler – kritika pojmu lásky. E-logos. 2021, roč. 28, čís. 1, s. 17–32. Dostupné online [cit. 2021-11-30]. doi:10.18267/j.e-logos.481. (slovensky)